# Dinebra
Dinebra es un género de plantas herbáceas pertenecient3e a la familia de las poáceas. es originario del África tropical y de Asia. Comprende 19 especies descritas y de estas, solo 3 aceptadas.

## Descripción
Son plantas  anuales. Las láminas foliares lineales, planas; con lígula membranosa, truncada, lacerada o ciliada. Inflorescencia compuesta de varios a muchos picos irregularmente dispuestas a lo largo de un eje central; los picos que varían de corto,  amplio y densos a lineal y distantes, de hojas caducas de los principales raquis en la madurez o persistentes, pero con las espiguillas más bajas en cada lado, a menudo, reemplazadas por pequeñas ramitas de hoja caduca. Espiguillas 1-varios-florecido, en forma de cuña, comprimidas lateralmente, sésiles, biseriadas, estrechamente superpuestas, desarticulando entre los floretes; las glumas subequales, acuminado-aristados. El fruto es una cariópside elíptico-oblonga, cóncava superficialmente en el lado hiliar, trigonous en sección transversal.

## Taxonomía
El género fue descrito por Nikolaus Joseph von Jacquin y publicado en Fragmenta Botanica 77: , pl. 121, f. 1. 1809. La especie tipo es: Dinebra arabica Jacq. 
Etimología
El nombre del género proviene de una deformación de la lengua árabe danaiba (colita), aludiendo al acuminado de sus glumas.
Citología
Número de la base del cromosoma, x = 10. 2n = 20. 2 ploid.

## Especies aceptadas
A continuación se brinda un listado de las especies del género Dinebra aceptadas hasta mayo de 2015, ordenadas alfabéticamente. Para cada una se indica el nombre binomial seguido del autor, abreviado según las convenciones y usos.	 
- Dinebra perrieri (A. Camus) Bosser
- Dinebra polycarpha S.M. Phillips
- Dinebra retroflexa (Vahl) Panz.